# Hypostomus weberi
Hypostomus weberi är en fiskart som beskrevs av Carvalho, Lima och Claudio Henrique Zawadzki 2010. Hypostomus weberi ingår i släktet Hypostomus och familjen Loricariidae. Inga underarter finns listade i Catalogue of Life.